# Ion Cuțelaba
Ion Nicolae Cuțelaba (Chisináu, 14 de diciembre de 1993) es un artista marcial mixto moldavo que compite en la división de peso semipesado del Ultimate Fighting Championship. Desde el 4 de octubre de 2021, es el número 15 en la clasificación de peso semipesado de la UFC.

## Primeros años
Nacido y criado en Chisináu, Cuțelaba comenzó a entrenar y competir en lucha grecorromana cuando era adolescente. Además, compitió en sambo y judo, llegando a ser campeón nacional en ambos. En 2012, representando a Moldavia, Cuțelaba quedó primero en la categoría de 90 kg del Campeonato Europeo de Sambo.

## Carrera de artes marciales mixtas

### Carrera temprana
Cuțelaba debutó como profesional en abril de 2012, compitiendo principalmente en promociones regionales de Europa del Este. Acumuló un récord de 11-1 (1) antes de firmar con la UFC en la primavera de 2016.

### Ultimate Fighting Championship

#### 2016
Cuțelaba hizo su debut promocional contra Misha Cirkunov el 18 de junio de 2016 en UFC Fight Night: MacDonald vs. Thompson. Perdió el combate por sumisión en el tercer asalto.
Cuțelaba se enfrentó a Jonathan Wilson el 1 de octubre de 2016 en UFC Fight Night: Lineker vs. Dodson. Ganó el combate por decisión unánime.
Cuțelaba se enfrentó después a Jared Cannonier el 3 de diciembre de 2016 en The Ultimate Fighter 24 Finale. Perdió el combate por decisión unánime. Esta victoria le valió el premio a la Actuación de la Noche.

#### 2017
Cuțelaba se enfrentó a Henrique da Silva el 11 de junio de 2017 en UFC Fight Night: Lewis vs. Hunt. Ganó el combate por nocaut en el primer minuto del primer asalto.
Se esperaba que Cuțelaba se enfrentara a Gadzhimurad Antigulov el 4 de noviembre de 2017 en UFC 217. Sin embargo, Antigulov se retiró del combate el 26 de septiembre alegando una lesión y fue sustituido por el recién llegado Michał Oleksiejczuk. A su vez, después de los pesajes, Cuțelaba fue retirado del evento por la USADA debido a una posible violación de la Política Antidopaje derivada de su investigación sobre las revelaciones voluntarias de Cuțelaba durante una recogida de muestras fuera de competición el 18 y el 19 de octubre. Fue suspendido provisionalmente y el combate fue cancelado. La USADA dictó una suspensión de seis meses por una terapia de ozono que implicaba una transfusión de sangre y que está prohibida según la Agencia Mundial Antidopaje de 2018 (AMA) sobre la manipulación del componente sanguíneo. Cuțelaba volvió a ser elegible para pelear el 6 de mayo de 2018.

#### 2018
El combate con Antigulov finalmente tuvo lugar el 28 de julio de 2018 en UFC on Fox: Alvarez vs. Poirier 2. Cuțelaba ganó el combate por TKO en el primer asalto.

#### 2019
Cuțelaba estaba programado para enfrentarse a Glover Teixeira el 19 de enero de 2019 en UFC Fight Night: Cejudo vs. Dillashaw. Sin embargo, el 10 de enero de 2019, Cuțelaba se retiró del combate por una lesión. La pareja fue reprogramada para enfrentarse en UFC Fight Night: Jacaré vs. Hermansson el 27 de abril de 2019. Cuțelaba perdió por sumisión en el segundo asalto (3:37).
Cuțelaba se enfrentó a Khalil Rountree Jr. el 28 de septiembre de 2019 en UFC Fight Night: Hermansson vs. Cannonier. Ganó el combate por TKO en el primer asalto.

#### 2020
Cuțelaba se enfrentó a Magomed Ankalaev el 29 de febrero de 2020 en UFC Fight Night: Benavidez vs. Figueiredo. Perdió el combate de forma controvertida por TKO en el primer asalto. La derrota fue controvertida, ya que el árbitro Kevin MacDonald detuvo el combate creyendo que Cuțelaba estaba de pie, lo que Cuțelaba protestó inmediatamente. La detención fue considerada universalmente como terrible por los locutores del evento, los expertos en MMA y los luchadores de la UFC. Posteriormente, la comisión atlética de Virginia revisó la controvertida parada, denegando la apelación, con lo que la victoria por nocaut técnico de Ankalaev quedó en pie.
Debido a la controversia de la parada, UFC volvió a reservar la pareja el 18 de abril de 2020 para enfrentarse en UFC 249. Sin embargo, Ankalaev se vio obligado a retirarse del evento debido a la restricción de viaje de la pandemia de COVID-19, y Cuțelaba fue retirado del evento y estaba programado para enfrentarse a Ovince Saint Preux el 25 de abril de 2020. Sin embargo, el 9 de abril, el presidente de la UFC, Dana White, anunció que este evento se posponía para una fecha futura. Se esperaba que la revancha con Ankalaev tuviera lugar el 15 de agosto de 2020 en el UFC 252. Cuțelaba se retiró el 11 de agosto tras dar positivo por COVID-19 y el combate se reprogramó para UFC Fight Night: Smith vs. Rakić. Sin embargo, el día del evento, el combate fue de nuevo desechado después de que Cuțelaba diera positivo por COVID-19 por segunda vez. El combate se reprogramó por tercera vez y se enfrentaron el 24 de octubre de 2020 en UFC 254. Cuțelaba perdió el combate por nocaut en el primer asalto.

#### 2021
Cuțelaba estaba programado para enfrentarse a Devin Clark el 1 de mayo de 2021 en UFC on ESPN: Reyes vs. Procházka. Sin embargo, Clark se retiró del evento, alegando una lesión, y fue sustituido por Dustin Jacoby. Cutelaba dominó el primer asalto, pero Jacoby remontó en el segundo y en el tercero, y el combate terminó en empate.
El combate entre Cutelaba y Clark fue reprogramado para el 18 de septiembre de 2021 en UFC Fight Night: Smith vs. Spann. Cuțelaba derribó a Clark en el primer asalto, pasando a dominar el combate y ganando por decisión unánime.

#### 2022
Cuțelaba estaba programado para enfrentar a Ryan Spann el 26 de febrero de 2022, en UFC Fight Night 202. Sin embargo, Spann se retiró de la pelea por una lesión y la pelea fue reprogramada para UFC on ESPN 36. Perdió la pelea por sumisión en el primer asalto.
Cuțelaba enfrentó Johnny Walker el 10 de septiembre de 2022, en UFC 279. Perdió la pelea por sumisión en el primer asalto.
Cuțelaba enfrentó Kennedy Nzechukwu el 19 de noviembre de 2022, en el UFC Fight Night 215. Perdió la pelea por TKO en el segundo asalto.

#### 2023
Cuțelaba enfrentó a Tanner Boser el 15 de abril de 2023, en UFC on ESPN 44. Ganó la pelea por TKO en el primer asalto.
Cuțelaba estaba programado para enfrentar a Ovince Saint Preux el 5 de agosto de 2023, en UFC on ESPN 50. Sin embargo, la pelea fue cancelada el 20 de julio por razones no reveladas.
Cuțelaba estaba programado para enfrentar a Philipe Lins el 7 de octubre de 2023, en UFC Fight Night 229.  Sin embargo, la pelea fue cancelada el día del evento por razones no reveladas.

#### 2024
Cuțelaba enfrentó a Philipe Lins el 9 de marzo de 2024, en UFC 299. Perdió la pelea por decisión unánime. 

## Vida personal
Ion y su esposa Olga tienen dos hijas: Amelia (nacida en 2014) y Leea (nacida en 2021).

## Campeonatos y logros

### Artes marciales mixtas
- Ultimate Fighting Championship
  - Pelea de la Noche (una vez) vs. Jared Cannonier

### Sambo
- Federación Europea de Sambo de Combate
  - Campeonato Europeo de Sambo de Combate 2012  (90 kg)[3]

## Récord en artes marciales mixtas
| Récord profesional | Récord profesional | Récord profesional |
| 31 peleas          | 19 victorias       | 10 derrotas        |
| ------------------ | ------------------ | ------------------ |
| Nocaut             | 13                 | 3                  |
| Sumisión           | 3                  | 4                  |
| Decisión           | 3                  | 2                  |
| Descalificación    | 0                  | 1                  |
| Empate             | 1                  | 1                  |
| Sin resultado      | 1                  | 1                  |

| Resultado     | Récord      | Oponente              | Método                              | Evento                                               | Fecha                    | Ronda | Tiempo | Localización          | Notas                                                                                     |
| ------------- | ----------- | --------------------- | ----------------------------------- | ---------------------------------------------------- | ------------------------ | ----- | ------ | --------------------- | ----------------------------------------------------------------------------------------- |
| Victoria      | 19–10–1 (1) | Ibo Aslan             | Sumisión (Arm Triangle)             | UFC Fight Night: Cejudo vs. Song                     | 22 de febrero de 2025    | 1     | 2:51   | Seattle               |                                                                                           |
| Victoria      | 18–10–1 (1) | Ivan Erslan           | Decisión (dividida)                 | UFC Fight Night: Moicano vs. Saint Denis             | 28 de septiembre de 2024 | 3     | 5:00   | Paris                 |                                                                                           |
| Derrota       | 17-10-1 (1) | Philipe Lins          | Decisión (unánime)                  | UFC 299                                              | 9 de marzo de 2024       | 3     | 5:00   | Miami, Florida        |                                                                                           |
| Victoria      | 17-9-1 (1)  | Tanner Boser          | TKO (golpes)                        | UFC on ESPN: Holloway vs. Allen                      | 15 de abril de 2023      | 1     | 2:05   | Kansas City, Missouri |                                                                                           |
| Derrota       | 16-9-1 (1)  | Kennedy Nzechukwu     | TKO (rodillazo y golpes)            | UFC Fight Night: Nzechukwu vs. Cuțelaba              | 19 de noviembre de 2022  | 2     | 1:02   | Las Vegas, Nevada     |                                                                                           |
| Derrota       | 16-8-1 (1)  | Johnny Walker         | Sumisión (rear-naked choke)         | UFC 279                                              | 10 de septiembre de 2022 | 1     | 4:37   | Las Vegas, Nevada     |                                                                                           |
| Derrota       | 16-7-1 (1)  | Ryan Spann            | Sumisión (guillotine choke)         | UFC on ESPN: Błachowicz vs. Rakić                    | 14 de mayo de 2022       | 1     | 2:22   | Las Vegas, Nevada     |                                                                                           |
| Victoria      | 16-6-1 (1)  | Devin Clark           | Decisión (unánime)                  | UFC Fight Night: Smith vs. Spann                     | 18 de septiembre de 2021 | 3     | 5:00   | Las Vegas, Nevada     |                                                                                           |
| Empate        | 15-6-1 (1)  | Dustin Jacoby         | Empate (dividido)                   | UFC on ESPN: Reyes vs. Procházka                     | 1 de mayo de 2021        | 3     | 5:00   | Las Vegas, Nevada     |                                                                                           |
| Derrota       | 15-6 (1)    | Magomed Ankalaev      | KO (golpes)                         | UFC 254                                              | 24 de octubre de 2020    | 1     | 4:19   | Abu Dhabi             |                                                                                           |
| Derrota       | 15-5 (1)    | Magomed Ankalaev      | TKO (patadas a la cabeza y golpes)  | UFC Fight Night: Benavidez vs. Figueiredo            | 29 de febrero de 2020    | 1     | 0:38   | Norfolk, Virginia     |                                                                                           |
| Victoria      | 15-4 (1)    | Khalil Rountree Jr.   | TKO (codazos)                       | UFC Fight Night: Hermansson vs. Cannonier            | 28 de septiembre de 2019 | 1     | 2:35   | Copenhague            |                                                                                           |
| Derrota       | 14-4 (1)    | Glover Teixeira       | Sumisión (rear-naked choke)         | UFC Fight Night: Jacaré vs. Hermansson               | 27 de abril de 2019      | 2     | 3:37   | Sunrise, Florida      |                                                                                           |
| Victoria      | 14-3 (1)    | Gadzhimurad Antigulov | TKO (golpes y codazos)              | UFC on Fox: Alvarez vs. Poirier 2                    | 28 de julio de 2018      | 1     | 4:25   | Calgary, Alberta      |                                                                                           |
| Victoria      | 13-3 (1)    | Henrique da Silva     | KO (puñetazos)                      | UFC Fight Night: Lewis vs. Hunt                      | 11 de junio de 2017      | 1     | 0:22   | Auckland              |                                                                                           |
| Derrota       | 12-3 (1)    | Jared Cannonier       | Decisión (unánime)                  | The Ultimate Fighter: Tournament of Champions Finale | 3 de diciembre de 2016   | 3     | 5:00   | Las Vegas, Nevada     | Pelea de la Noche.                                                                        |
| Victoria      | 12-2 (1)    | Jonathan Wilson       | Decisión (unánime)                  | UFC Fight Night: Lineker vs. Dodson                  | 1 de octubre de 2016     | 3     | 5:00   | Portland, Oregón      |                                                                                           |
| Derrota       | 11-2 (1)    | Misha Cirkunov        | Sumisión (armbar)                   | UFC Fight Night: MacDonald vs. Thompson              | 18 de junio de 2016      | 3     | 1:22   | Ottawa, Ontario       | Regreso al peso semipesado.                                                               |
| Victoria      | 11-1 (1)    | Malik Merad           | KO (puñetazo)                       | WWFC: Cage Encounter 4                               | 19 de septiembre de 2015 | 1     | 0:08   | París                 | Combate de peso acordado (209 libras).                                                    |
| Victoria      | 10-1 (1)    | Vitali Ontishchenko   | Sumisión (omoplata)                 | WWFC: Cage Encounter 3                               | 4 de abril de 2015       | 1     | 2:37   | Kiev                  |                                                                                           |
| Victoria      | 9-1 (1)     | Yuri Gorbenko         | TKO (golpes)                        | WWFC: Ukraine Selection                              | 28 de febrero de 2015    | 1     | 1:10   | Kiev                  |                                                                                           |
| Victoria      | 8-1 (1)     | Izidor Bunea          | TKO (golpes)                        | WWFC: Cage Encounter 2                               | 13 de diciembre de 2014  | 1     | 1:13   | Chisináu              |                                                                                           |
| Victoria      | 7-1 (1)     | Alexandru Stoica      | KO (puñetazo)                       | WWFC: Cage Encounter                                 | 14 de junio de 2014      | 1     | 0:07   | Chisináu              |                                                                                           |
| Victoria      | 6-1 (1)     | Constantin Padure     | KO (puñetazo)                       | CSA FC: Adrenaline                                   | 4 de abril de 2014       | 1     | 1:05   | Chisináu              |                                                                                           |
| Victoria      | 5-1 (1)     | Igor Gorkun           | KO (puñetazo)                       | GEFC: Battle on the Gold Mountain                    | 21 de diciembre de 2013  | 1     | 0:28   | Úzhgorod              |                                                                                           |
| Derrota       | 4-1 (1)     | Michał Andryszak      | Descalificación (golpes en la nuca) | CWFC 58                                              | 24 de agosto de 2013     | 1     | 4:07   | Grozni                |                                                                                           |
| Sin resultado | 4-0 (1)     | Murod Hanturaev       | Sin resultado (error del árbitro)   | Alash Pride: Grand Prix 2013                         | 7 de julio de 2013       | 1     | 0:24   | Alma Ata              | Originalmente una victoria por TKO para Hanturaev; anulada debido a un error del árbitro. |
| Victoria      | 4-0         | Anatoli Ciumac        | TKO (golpes)                        | ECSF: Battle of Bessarabia                           | 24 de marzo de 2013      | 2     | 2:09   | Chisináu              |                                                                                           |
| Victoria      | 3-0         | Igor Kukurudziak      | Sumisión (omoplata)                 | ECSF: Adrenaline                                     | 14 de diciembre de 2012  | 1     | 0:42   | Chisináu              | Debut en el peso pesado.                                                                  |
| Victoria      | 2-0         | Julian Chilikov       | TKO (golpes)                        | The Battle For Ruse                                  | 22 de junio de 2012      | 1     | 0:25   | Ruse                  |                                                                                           |
| Victoria      | 1-0         | Daglar Gasimov        | TKO (golpes)                        | CIS: Cup                                             | 5 de abril de 2012       | 1     | 0:27   | Nizni Nóvgorod        | Debut en el peso semipesado.                                                              |